# Djong
Die Djong, auch Tjony, war ein niederländisch-ostindisches Flächen- und Feldmaß auf Java.
In Ermangelung eigener Maße wurden englische oder niederländische Maße verwendet, besonders bei Längen- und Flächenmaßen.
- 1 Djong = 4 Bahu = 2000 Quadratruten (rheinische) = 283,859 Ares[2] = 2,84 Hektar[3]